# 輕兵器
轻兵器（英語：small arms，也称小型武器、小武器、单兵轻武器）是指任何可以由单个步兵轻易进行徒步运输并独立操作的轻型武器，通常包括各类手枪、冲锋枪、步枪、霰弹枪、轻机枪等完全依赖弹丸（抛射物）动能对目标造成物理性毁伤的枪械。
可以步兵徒步搬运、但需多人协作操作才能达到最佳作战效果（比如中型机枪、轻型重机枪、反器材步枪、反坦克步枪）或依赖爆炸性弹头或燃烧物来毁伤目标（比如枪榴弹、口径在100（3.9英寸）以下的迫击炮、火箭筒、榴弹发射器、反坦克导弹、便携式防空导弹、火焰喷射器以及手榴弹、地雷、定向雷等“面杀伤”武器）的武器系统则不属于轻兵器，而被称作是轻武器（light weapons）。广义上说，轻兵器是轻武器的一个子集，两者都属于联合国武器贸易条约（ATT）中“小型轻型武器”（SA/LW）的限制范畴内。
与轻武器相对，重武器（heavy weapon）指的是因为重量和尺寸无法由步兵灵活搬运或因后坐力太大无法由步兵稳定操作、必须依赖车辆、飞行器、船舶等载具以及大型脚架和固定平台才能有效使用的武器，比如口径在100毫米以上的重型迫击炮、重机枪、无后坐力炮、火箭炮、大型导弹、各类火炮（如步兵炮和野战炮）等。
轻兵器和轻武器是各国军队士兵（特别是特种部队和空降兵）的主要制式武器，虽然大多數轻武器的火力并不具备有效打击各类车辆和防御工事的能力。轻兵器除军用外也應用廣泛，如警用、射擊運動、打獵以及居家自衛，许多犯罪、恐怖主义甚至政变也主要使用轻兵器，在现今社会枪械暴力、大规模枪击（特别是校园枪击）和枪械管制与走私问题已成为威胁公共安全的严重挑战。關於衝突區域限制販賣軍規輕兵器的國際性運動，請參閱輕兵器擴散問題。